# Gran Premi de Portugal del 1996
Resultats del Gran Premi de Portugal de Fórmula 1 de la temporada 1996, disputat al circuit d'Estoril el 22 de setembre del 1996.

## Resultats
| Pos | No | Pilot                 | Equip                  | Voltes | Temps/ Retirada   | Pos. de sortida | Punts |
| --- | -- | --------------------- | ---------------------- | ------ | ----------------- | --------------- | ----- |
| 1   | 6  | Jacques Villeneuve    | Williams - Renault     | 70     | 1h 40' 23. 0      | 2               | 10    |
| 2   | 5  | Damon Hill            | Williams - Renault     | 70     | + 19.966 s        | 1               | 6     |
| 3   | 1  | Michael Schumacher    | Ferrari                | 70     | + 53.765 s        | 4               | 4     |
| 4   | 3  | Jean Alesi            | Benetton - Renault     | 70     | + 55.109 s        | 3               | 3     |
| 5   | 2  | Eddie Irvine          | Ferrari                | 70     | + 1' 27. 389 min. | 6               | 2     |
| 6   | 4  | Gerhard Berger        | Benetton - Renault     | 70     | + 1' 33. 141 min. | 5               | 1     |
| 7   | 15 | Heinz-Harald Frentzen | Sauber - Ford          | 69     | + 1 Volta         | 11              |       |
| 8   | 14 | Johnny Herbert        | Sauber - Ford          | 69     | + 1 Volta         | 12              |       |
| 9   | 12 | Martin Brundle        | Jordan - Peugeot       | 69     | + 1 Volta         | 10              |       |
| 10  | 9  | Olivier Panis         | Prost - Mugen - Honda  | 69     | + 1 Volta         | 15              |       |
| 11  | 19 | Mika Salo             | Tyrrell - Yamaha       | 69     | + 1 Volta         | 13              |       |
| 12  | 18 | Ukyo Katayama         | Tyrrell - Yamaha       | 68     | + 2 Voltes        | 14              |       |
| 13  | 8  | David Coulthard       | McLaren - Mercedes     | 68     | + 2 Voltes        | 8               |       |
| 14  | 16 | Ricardo Rosset        | Footwork - Hart        | 67     | + 3 Voltes        | 17              |       |
| 15  | 21 | Giovanni Lavaggi      | Minardi - Ford         | 65     | + 5 Voltes        | 20              |       |
| 16  | 20 | Pedro Lamy            | Minardi - Ford         | 65     | + 5 Voltes        | 19              |       |
| Ret | 7  | Mika Häkkinen         | McLaren - Mercedes     | 52     | Col·lisió         | 7               |       |
| Ret | 17 | Jos Verstappen        | Footwork - Hart        | 47     | Motor             | 16              |       |
| Ret | 10 | Pedro Diniz           | Ligier - Mugen - Honda | 46     | Col·lisió         | 18              |       |
| Ret | 11 | Rubens Barrichello    | Jordan - Peugeot       | 41     | Virolla           | 9               |       |

## Altres
- Pole: Damon Hill 1' 20. 330
- Volta ràpida: Jacques Villeneuve 1' 22. 873 (a la volta 37)